# Liaoceratop
El liaoceratop (Liaoceratops) és un gènere de dinosaure ornitisqui ceratop. Es creu que és un parent primitiu dels ceratops banyuts. Visqué al Cretaci inferior, fa uns 130 milions d'anys. Fou descobert a la Xina per un equip de científics americans i xinesos. Liaoceratop era més petit que els seus cosins més tardans, però ofereix una visió en l'evolució primerenca d'un dels grups de dinosaures més enigmàtics.